# La Fraylesca
La Fraylesca är en ort i Mexiko.   Den ligger i kommunen Villa Corzo och delstaten Chiapas, i den sydöstra delen av landet, 700 km sydost om huvudstaden Mexico City. La Fraylesca ligger 811 meter över havet och antalet invånare är 259.
Terrängen runt La Fraylesca är kuperad åt nordost, men åt sydväst är den bergig. La Fraylesca ligger nere i en dal. Runt La Fraylesca är det ganska glesbefolkat, med 24 invånare per kvadratkilometer. Närmaste större samhälle är Tres Picos, 18,4 km sydväst om La Fraylesca. I omgivningarna runt La Fraylesca växer i huvudsak städsegrön lövskog.